# Saulius Štombergas
Saulius Štombergas (* 14. prosince 1973 Klaipėda) je bývalý litevský basketbalista. Měří 204 cm a váží 100 kg, hrál většinou na pozici křídla a vynikal střelbou za tři body.
S profesionálním basketbalem začínal roku 1992 v klubu BC Žalgiris. Vyhrál s ním Pohár vítězů pohárů v basketbalu mužů v roce 1998, Euroligu v roce 1999, Severoevropskou ligu 1999 a litevskou nejvyšší soutěž v letech 1993, 1998, 1999 a 2003. V roce 2002 se stal mistrem Turecka v barvách klubu Efes Pilsen. S týmem UNICS Kazaň vyhrál v roce 2004 FIBA EuroChallenge. Působil také v čínském klubu Shanghai Sharks, italském Virtus Pallacanestro Bologna a španělském Saski Baskonia. V roce 1998 byl nominován k zápasu FIBA EuroStars.
Na mistrovství Evropy v basketbalu mužů 1995 postoupil s litevským týmem do finále, kde podlehl Jugoslávii. Byl členem mužstva, které získalo bronzové medaile na LOH 1996. Na mistrovství světa v basketbalu mužů 1998 skončil sedmý a na Hrách dobré vůle 1998 třetí. Na LOH 2000 přispěl k obhajobě bronzových medailí a zvítězil na mistrovství Evropy v basketbalu mužů 2003, kde byl kapitánem mužstva a direktoriát turnaje ho zařadil do ideální sestavy. Byl vlajkonošem Litvy na Letních olympijských hrách 2004 a jeho tým v athénském olympijském turnaji obsadil čtvrté místo. Odehrál 97 mezistátních zápasů a zaznamenal v nich 1036 bodů.
Hráčskou kariéru ukončil v roce 2010 a stal se trenérem. Působil v Žalgirisu a přivedl litevskou mládežnickou reprezentaci k bronzovým medailím na mistrovství Evropy v basketbalu hráčů do 18 let v roce 2015.